# Гюржи Гасан-паша
Гюржи Гасан-паша (*1657 — 1723) — державний та військовий діяч Османської імперії, засновник Мамлюцького Ірака. Відомий також як Аюб Гасан-паша.

## Життєпис
Переважно більшість дослідників вважають його за походженням грузином (за ранніми свідченнями начебто був албанцем). Належав до вільних підданих султанів, навчався у Стамбулі. Брав участь у війні проти Священної ліги 1683—1699 років, за звиятгу в якій стає 3-бунчужним пашею.
Ще султаном Мегмедом IV призначається валі еялету Караман, де урядував 1 рік. також по 1 року був валі еялетів Алеппо, Ракка та Діярбекір. 1696 року призначається валі Багдаду, де перебував до 1698 року.
1702 року  вдруге очолив еялет Багдад. З самого початку стикнувся з всевладдям яничарського корпусу. Водночас кордони еялету повсякчас турбували нападами арабські племена. Протягом року приборкав янчиарів, стративши найбільш активних і небезпечних. Потім виступив проти арабів, яким завдав низки поразок. У 1704 році контроль над всім межиріччям Тигра і Євфрату.
Вимушений був вести запеклу боротьбу з родом сіябів з арабського шиїтського племені мунтафік. Останні 1701 року захопили Басру. Проте вже 1702 року Гасан-паша відвоював місто. Проте боротьба тривала. 1708 року сіяби знову захопили місто. Війна з ними точилася до середини 1710-х років, коли зрештою перемогу здобув Гасан-паша. У 1715 році йому вдалося домогтися призначення свого сина Ахмада на посаду еялету Басра, внаслідок чого встановлено контроль над більшістю Ірака.
Для зміцнення своєї влади створив власний адміністративний апарат, що складався з відомства внутрішніх справ, скарбниці і канцелярії. За його наказом була відкрита спеціальна школа, в якій навчалися хлопчики-раби, головним чином з числа грузин і «черкесів», які стали основою гвардії (клюлеменів). також більшу частину зібраних податків залишав у себе, лише частину відправляв до султана.
З початком війни з Персією 1723 року очолив наступ у напрямку Ісфагану, в той час як власне османське військо діяло на Кавказі. було зайнято області Керманшах. Того ж року Гасан-паша помер, його посаду успадкував син Ахмад-паша.